# Protoxaea gloriosa
Protoxaea gloriosa är en biart som först beskrevs av Fox 1893.  Protoxaea gloriosa ingår i släktet Protoxaea och familjen grävbin. Inga underarter finns listade i Catalogue of Life.